# Xian de Liucheng
Le xian de Liucheng (柳城县 ; pinyin : Liǔchéng Xiàn) est un district administratif de la région autonome du Guangxi en Chine. Il est placé sous la juridiction de la ville-préfecture de Liuzhou.

## Démographie
La population du district était de 353 796 habitants en 2010, dont 51.58 % de Zhuang, groupe ethnique principalement concentré dans cette région.